# Liste des œuvres de Johannes Brahms
Le tableau suivant présente la liste des œuvres musicales de Johannes Brahms.

## Liste des œuvres
| Opus      | Type               | Titre | Année     |
| --------- | ------------------ | --- | --------- |
| 1         | Œuvre pour piano   | Sonate no 1 en do majeur, dédiée à Joseph Joachim | 1853      |
| 2         | Œuvre pour piano   | Sonate no 2 en fa dièse mineur, dédiée à Clara Schumann | 1853      |
| 3         | Œuvre vocale       | Six lieder pour ténor ou soprano, dédiés à Bettina von Arnim 1. Liebestreu 2. Liebe und Frühling 1 3. Liebe und Frühling 2 4. Lied 5. In der Fremde | 1853      |
| 4         | Œuvre pour piano   | Scherzo en mi bémol mineur, dédié à Mme Ernst Ferdinand Wenzel | 1851      |
| 5         | Œuvre pour piano   | Sonate no 3 en fa mineur, dédiée à la comtesse Ida de Hohenthal | 1853      |
| 6         | Œuvre vocale       | Six lieder pour soprano ou ténor, dédiés à Louise et Minna Japha 1. Spanisches Lied 2. Der Frühling 3. Nachwirkung 4. Juchhe! 5. Wie die Wolke nach der Sonne 6. Nachtigallen schwingen lustig | 1853      |
| 7         | Œuvre vocale       | Six lieder, dédiés à Albert Dietrich 1. Treue Liebe 2. Parole 3. Anklänge 4. Volkslied 5. Die Trauernde 6. Heimkehr | 1853      |
| 8         | Musique de chambre | Trio pour piano, violon et violoncelle n° 1 en si majeur | 1854      |
| 9         | Œuvre pour piano   | Seize Variations sur un thème de Robert Schumann | 1854      |
| 10        | Œuvre pour piano   | Quatre Ballades, dédiées à Julius O. Grimm | 1854      |
| 11        | Orchestre          | Sérénades no 1 | 1857      |
| 12        | Œuvre vocale       | Ave Maria pour chœur de femmes avec accompagnement d'orchestre | 1858      |
| 13        | Œuvre vocale       | Chant funèbre pour chœur et instruments à vent | 1861      |
| 14        | Œuvre vocale       | Huit lieder et romances 1. Vor dem Fenster 2. Vom verwundeten Knaben 3. Murrays Ermordung 4. Ein Sonnett 5. Trennung 6. Gang zur Liebsten 7. Ständchen 8. Sehnsucht | 1861      |
| 15        | Concerto           | Concerto pour piano et orchestre no 1 | 1859      |
| 16        | Orchestre          | Sérénades no 2 | 1859      |
| 17        | Œuvre vocale       | Quatre chants pour chœur de femmes avec deux cors et harpe 1. Es tönt ein voller Harfenklang 2. Lied von Shakespeare 3. Der Gärtner 4. Gesang aus Fingal | 1860      |
| 18        | Musique de chambre | Sextuor à cordes no 1 pour deux violons, deux altos et deux violoncelles | 1860      |
| 19        | Œuvre vocale       | Cinq Poèmes pour chant avec accompagnement de piano 1. Der Kuss 2. Scheiden und meiden 3. In der Ferne 4. Der Schmied 5. An eine Aeolsharfe | 1862      |
| 20        | Œuvre vocale       | Trois duos pour soprano et contralto 1. Weg der Liebe 1 2. Weg der Liebe 2 3. Die Meere | 1861      |
| 21        | Œuvre pour piano   | Variations nos 1 et 2 pour piano. 1. N° 1 11 variations sur un thème original 2. N° 2 14 variations sur un thème hongrois | 1857      |
| 22        | Œuvre vocale       | Marienlieder pour chœur mixte 1. Der Englische Gruß 2. Marias Kirchgang 3. Marias Wallfahrt 4. Der Jäger 5. Ruf zur Maria 6. Magdalena 7. Marias Lob | 1860      |
| 23        | Œuvre pour piano   | Variations sur un thème de Schumann, pour piano à 4 mains | 1861      |
| 24        | Œuvre pour piano   | Variations et fugue sur un thème de Haendel | 1861      |
| 25        | Musique de chambre | Quatuor pour piano et cordes n° 1, en sol mineur, pour piano, violon, alto et violoncelle, dédié au baron Reinhardt de Dalwigk | 1861      |
| 26        | Musique de chambre | Quatuor pour piano et cordes n° 2, en la majeur, pour piano, violon, alto et violoncelle, dédié à Mme Elisabeth Rösig | 1861      |
| 27        | Œuvre vocale       | Le 13e psaume, pour chœur de femmes à 3 voix (orgue ou piano) | 1859      |
| 28        | Œuvre vocale       | Quatre duos pour alto et baryton, dédiés à Amélie Joachim 1. Die Nonne und der Ritter 2. Vor der Tür 3. Es rauschet das Wasser 4. Der Jäger und sein Liebchen | 1864      |
| 29        | Œuvre vocale       | Deux motets, pour chœur mixte à 5 voix a cappella 1. Es ist das Heil uns kommen her 2. Schaffe in mir, Gott, ein rein Herz | 1860      |
| 30        | Œuvre vocale       | Chants sacrés, pour chœur mixte à 4 voix, de Paul Flemming | 1864      |
| 31        | Œuvre vocale       | Trois quatuors vocaux pour soprano, contralto, ténor et basse, avec accompagnement de piano 1. Wechsellied zum Tanze (1859) 2. Neckereien (1863) 3. Der Gang zum Liebchen (1863) | 1859-1863 |
| 32        | Œuvre vocale       | Neuf Lieder et Chants de Aug. de Platen et de G.F.Daumer 1. Wie rafft ich mich auf in der Nacht 2. Nicht mehr zu dir zu gehen 3. Ich schleich umher 4. Der Strom, der neben mir verrauschte 5. Wehe, so willst du mich wieder 6. Du sprichst, dass ich mich täuschte 7. Bitteres zu sagen denkst du 8. So stehn wir, ich und meine Weide 9. Wie bist du, meine Königin | 1864      |
| 33        | Œuvre vocale       | 15 Romances sur la Magelone de L. Tieck's (dédiées à Stockhausen) 1. Keinen hat es noch gereut 2. Traun! Bogen und Pfeil sind gut für den Feind 3. Sind es Schmerzen, sind es Freuden 4. Liebe kam aus fernen Landen 5. So willst du des Armen? 6. Wie soll ich die Freude, die Wonne denn tragen? 7. War es dir, dem diese Lippen bebten 8. Wir müssen uns trennen 9. Ruhe, Süßliebchen 10. Verzweiflung (So tönet denn, schäumende Wellen) 11. Wie schnell verschwindet so Licht als Glanz 12. Muß es eine Trennung geben 13. Sulima (Geliebter, wo zaudert dein irrender Fuß?) 14. Wie froh und frisch 15. Treue Liebe dauert lange | 1861-1869 |
| 34        | Musique de chambre | Quintette pour piano et cordes, dédié à S. A. Royale la princesse Anne de Hesse | 1864      |
| 34 b      | Œuvre pour piano   | Sonate pour deux pianos en fa mineur |           |
| 35        | Œuvre pour piano   | Variations sur un thème de Paganini | 1863      |
| 36        | Musique de chambre | Sextuor à cordes no 2 | 1865      |
| 37        | Œuvre vocale       | Trois chœurs sacrés pour voix de femmes, a cappella 1. O bone Jesu 2. Adoramus 3. Regina Coeli | 1867      |
| 38        | Musique de chambre | Sonate pour piano et violoncelle no 1, dédiée au Dr J. Gänsbacher | 1865      |
| 39        | Œuvre pour piano   | 16 Valses pour piano à 4 mains, à Edouard Hanslick | 1865      |
| 40        | Musique de chambre | Trio pour cor, violon et piano | 1865      |
| 41        | Œuvre vocale       | Cinq Lieder pour chœur d'hommes, a cappella 1. Ich schwing mein Horn ins Jammerthal 2. Freiwillige her! 3. Geleit 4. Marschieren 5. Gebt acht! | 1867      |
| 42        | Œuvre vocale       | Trois chants, chœur a cappella (chœur mixte à six voix) 1. Abendständchen (1859) 2. Vineta 3. Darthulas Grabgesang | 1860      |
| 43        | Œuvre vocale       | Quatre chants avec accompagnement de piano 1. Von ewiger Liebe 2. Die Mainacht 3. Ich schell mein Horn ins Jammerthal 4. Das Lied vom Herrn von Falkenstein | 1868      |
| 44        | Œuvre vocale       | Douze lieder et romances pour chœur de femmes a cappella 1. Minnelied 2. Der Bräutigam 3. Barcarole 4. Fragen 5. Die Müllerin 6. Die Nonne 7. Vier Lieder aus dem Jungbrunnen (1) 8. Vier Lieder aus dem Jungbrunnen (2) 9. Vier Lieder aus dem Jungbrunnen (3) 10. Vier Lieder aus dem Jungbrunnen (4) 11. Die Braut 12. Märznacht | 1868      |
| 45        | Œuvre vocale       | Un requiem allemand (Ein deutsches Requiem), d'après des paroles de la Bible | 1868      |
| 46        | Œuvre vocale       | Quatre chants avec accompagnement de piano 1. Die Kränze 2. Magyarisch 3. Die Schale der Vergessenheit 4. An die Nachtigall | 1868      |
| 47        | Œuvre vocale       | Cinq Lieder avec accompagnement de piano 1. Botschaft 2. Liebesglut 3. Sonntag 4. O liebliche Wangen 5. Die liebende Schreibt | 1868      |
| 48        | Œuvre vocale       | Sept Lieder avec accompagnement de piano 1. Der Gang zum Liebchen 2. Der Überläufer 3. Liebesklage des Mädchen 4. Gold überwiegt die Liebe 5. Trost in Tränen 6. Vergangen ist mir Glück und Heil 7. Herbstgefühl | 1868      |
| 49        | Œuvre vocale       | Cinq Lieder avec accompagnement de piano 1. Am Sonntag Morgen 2. An ein Veilchen 3. Sehnsucht 4. Wiegenlied 5. Abenddämmerung | 1868      |
| 50        | Œuvre vocale       | Rinaldo, cantate d'après le poème de Gœthe | 1869      |
| 51        | Musique de chambre | Quatuors à cordes no 1 et no 2 pour deux violons, alto et violoncelle | 1873      |
| 52        | Œuvre pour piano   | Les Valses chantées (Liebeslieder), chants d'amour avec accompagnement de piano à quatre mains (poème de Polydora par Daumer, pour quatuor mixte) 1. Rede, Mädchen, allzu liebes 2. Am Gesteine rauscht die Flut 3. O die Frauen, for tenor and bass 4. Wie des Abends schöne Röte, for soprano and alto 5. Die grüne Hopfenranke 6. Ein kleiner, hübsche Vogel nahm den Flug 7. Wohl schön bewandt, for alto 8. Wenn so lind dein Augen mir 9. Am Donaustrande, da steht ein Haus 10. O wie sanft die Quelle 11. Nein, est ist nicht auszukommen 12. Schlosser auf, und mache Schlösser 13. Vöglein durchrauscht die Luft 14. Sieh, wie ist die Welle klar 15. Nachtigall, sie singt so schön 16. Ein dunkeler Schacht ist Liebe 17. Nicht wandle, mein Licht dort außen, for tenor 18. Es bebet das Gesträuche | 1869      |
| 52 b      | Œuvre pour piano   | Les Valses chantées, arrangement de l'opus 52 pour piano à 4 mains, sans voix |           |
| 53        | Œuvre vocale       | Rhapsodie pour alto, voix d'hommes et orchestre (fragments de Harzreise im Winter, de Gœthe) | 1870      |
| 54        | Œuvre vocale       | Schicksalslied (en) (Chant du destin), de Fr. Hœlderlin (chœur et orchestre) | 1871      |
| 55        | Œuvre vocale       | Triumphlied, chœur et orchestre (chœur à 8 voix), dédié à Guillaume Ier | 1871      |
| 56        | Orchestre          | Variations sur un thème de Haydn | 1873      |
| 56 b      | Œuvre pour piano   | Variations sur un thème de Haydn |           |
| 57        | Œuvre vocale       | Huit lieder 1. Von waldbekränzter Höhe 2. Wenn du nur zuweilen Lächelst 3. Es träumte mir, ich sei dir teuer 4. Ach, wende diesen Blick 5. In meiner Nächte Sehnen 6. Strahlt zuweilen auch ein mildes Licht 7. Die Schnur, die Perl an Perle 8. Unbewegte laue Luft | 1871      |
| 58        | Œuvre vocale       | Huit lieder 1. Blinde Kuh 2. Während des Regens 3. Die Spröde 4. O komme, holde Sommernacht 5. Schwermut 6. In der Gasse 7. Vorüber 8. Serenade | 1871      |
| 59        | Œuvre vocale       | Huit lieder 1. Dämmerung senkte sich von oben 2. Auf dem See 3. Regenlied 4. Nachklang 5. Agnes 6. Eine gute, gute Nacht 7. Mein wundes Herz 8. Dein blaues Auge | 1873      |
| 60        | Musique de chambre | Quatuor pour piano et cordes n° 3 en do mineur, pour piano, violon, alto et violoncelle | 1875      |
| 61        | Œuvre vocale       | Quatre duos pour soprano et contralto 1. Die Schwestern 2. Klosterfräulein 3. Phänomen 4. Die Boten der Liebe | 1874      |
| 62        | Œuvre vocale       | Sept lieder pour chœur mixte a cappella 1. Rosmarin 2. Von alten Liebesliedern 3. Waldesnacht 4. Dein Herzlein mild 5. All meine Herzgedanken 6. Es geht ein Wehen 7. Vergangen ist mir Glück und Heil | 1874      |
| 63        | Œuvre vocale       | Neuf lieder 1. Frühlingstrost 2. Erinnerung 3. An ein Bild 4. An die Tauben 5. Junge Lieder 1 6. Junge Lieder 2 7. Heimweh 1 8. Heimweh 2 9. Heimweh 3 | 1874      |
| 64        | Œuvre vocale       | Trois quatuors pour 4 voix mixtes (soli) 1. An die Heimat 2. Der Abend 3. Fragen | 1874      |
| 65        | Œuvre vocale       | Nouvelles valses chantées (Neue Liebeslieder) 1. Verzicht, o Herz, auf Rettung 2. Finstere Schatten der Nacht 3. An jeder Hand die Finger, pour soprano 4. Ihr schwarzen Augen, pour basse 5. Wahre, wahre deinen Sohn, pour alto 6. Rosen steckt mit an die Mutter, pour soprano 7. Vom Gebirge, Well' auf Well’ 8. Weiche Gräser im Revier 9. Nagen am Herzen, pour soprano 10. Ich kose süß mit der und der, pour ténor 11. Alles, alles in den Wind, pour soprano 12. Schwarzer Wald, dein Schatten ist so düster 13. Nein, Geliebter, setze dich, pour soprano et alto 14. Flammenauge, dunkles Haar 15. Zum Schluß: Nun ihr Musen, genug! | 1875      |
| 65 b      | Œuvre vocale       | Nouvelles valses chantées, arrangement de l'opus 65 pour piano à 4 mains, sans voix |           |
| 66        | Œuvre vocale       | Cinq duos pour soprano et contralto 1. Klänge 1 2. Klänge 2 3. Am Strande 4. Jägerlied 5. Hüt du dich! | 1875      |
| 67        | Musique de chambre | Quatuor à cordes no 3 pour 2 violons, alto et violoncelle (si bémol) dédié à Th. W. Engelmann | 1876      |
| 68        | Orchestre          | Symphonie no 1 en ut mineur | 1877      |
| 69        | Œuvre vocale       | Neuf lieder avec accompagnement de piano 1. Klage 1 2. Klage 2 3. Abschied 4. Des liebsten Schwur 5. Tambourliedchen 6. Vom Strande 7. Über die See 8. Salome 9. Mädchenfluch | 1877      |
| 70        | Œuvre vocale       | Quatre lieder avec accompagnement de piano 1. Im Garten am Seegestade 2. Lerchengesang 3. Serenade 4. Abendregen | 1877      |
| 71        | Œuvre vocale       | Cinq lieder avec accompagnement de piano 1. Es liebt sich so lieblich im Lenze! 2. An den Mond 3. Geheimnis 4. Willst du, dass ich geh? 5. Minnelied | 1877      |
| 72        | Œuvre vocale       | Cinq lieder avec accompagnement de piano 1. Alte Liebe 2. Sommerfäden 3. O kühler Wald 4. Verzagen 5. Unüberwindlich | 1877      |
| 73        | Orchestre          | Symphonie no 2 en ré majeur | 1877      |
| 74        | Œuvre vocale       | Deux Motets, chœur mixte a cappella, dédié à Philipp Spitta 1. Warum ist das Licht gegeben dem Mühseligen? 2. O Heiland, reiß die Himmel auf | 1877      |
| 75        | Œuvre vocale       | Ballades et romances, duo pour voix, dédié à Jules Allgeyer 1. Edward 2. Guter Rat 3. So lass uns wandern! 4. Walpurgisnacht | 1878      |
| 76        | Œuvre pour piano   | Huit Klavierstücke (Caprices et intermèdes) | 1878      |
| 77        | Concerto           | Concerto pour violon et orchestre, dédié à Joseph Joachim | 1878      |
| 78        | Musique de chambre | Sonate pour violon et piano no 1 | 1879      |
| 79        | Œuvre pour piano   | Deux Rhapsodies, dédiées à Elisabeth de Herzogenberg | 1879      |
| 80        | Orchestre          | Ouverture pour une fête académique | 1880      |
| 81        | Orchestre          | Ouverture tragique | 1880      |
| 82        | Œuvre vocale       | Nänie, d'après F. Schiller, chœur et orchestre, dédié à Mme H. Feuerbach | 1881      |
| 83        | Concerto           | Concerto pour piano et orchestre no 2, dédié à Ed. Marxsen | 1881      |
| 84        | Œuvre vocale       | Romances et lieder à une et deux voix avec accompagnement de piano 1. Sommerabend 2. Der Kranz 3. In den Beeren 4. Vergebliches Ständchen 5. Spannung | 1882      |
| 85        | Œuvre vocale       | Six lieder pour voix seule avec accompagnement de piano 1. Sommerabend 2. Mondenschein 3. Mädchenlied 4. Ade! 5. Frühlingslied 6. In Waldeseinsamkeit | 1882      |
| 86        | Œuvre vocale       | Six lieder pour voix seule avec accompagnement de piano 1. Therese 2. Feldeinsamkeit 3. Nachtwandler 4. Über die Heide 5. Versunken 6. Todessehnen | 1882      |
| 87        | Musique de chambre | Trio pour piano, violon et violoncelle n° 2 | 1882      |
| 88        | Musique de chambre | Quintette à cordes no 1 pour 2 violons, 2 altos et violoncelle | 1882      |
| 89        | Œuvre vocale       | Chant des Parques d'après Gœthe, dédié au duc Georges de Saxe Meiningen | 1882      |
| 90        | Orchestre          | Symphonie no 3 en fa majeur | 1883      |
| 91        | Œuvre vocale       | Deux chants pour contralto, avec accompagnement d'alto et de piano 1. Gestillte Sehnsucht 2. Geistliches Wiegenlied | 1884      |
| 92        | Œuvre vocale       | Quatre quatuors pour soprano, alto, ténor et basse, avec accompagnement de piano 1. O schöne Nacht! 2. Spätherbst 3. Abendlied 4. Warum? | 1889      |
| 93 a      | Œuvre vocale       | Six lieder et romances pour chœur mixte à 4 voix a cappella 1. Der bucklichte Fiedler 2. Das Mädchen 3. O süßer Mai 4. Fahr wohl! 5. Der Falke 6. Beherzigung | 1884      |
| 93 b      | Œuvre vocale       | Ronde (Tafellied) pour chœur mixte à 6 voix, avec accompagnement de piano | 1885      |
| 94        | Œuvre vocale       | Cinq lieder avec accompagnement de piano 1. Mit vierzig Jahren 2. Steig auf, geliebter Schatten 3. Mein Herz ist schwer 4. Sapphische Ode 5. Kein Haus, keine Heimat | 1884      |
| 95        | Œuvre vocale       | Sept lieder avec accompagnement de piano 1. Das Mädchen 2. Bei dir sind meine Gedanken 3. Beim Abschied 4. Der Jäger 5. Vorschneller Schwur 6. Mädchenlied 7. Schön war, das ich dir weihte | 1884      |
| 96        | Œuvre vocale       | Quatre lieder avec accompagnement de piano 1. Der Tod, das ist die kühle Nacht 2. Wir wandelten 3. Es schauen die Blumen 4. Meerfahrt | 1886      |
| 97        | Œuvre vocale       | Six lieder avec accompagnement de piano 1. Nachtigall 2. Auf dem Schiffe 3. Entführung 4. Dort in den Weiden 5. Komm bald 6. Trennung | 1886      |
| 98        | Orchestre          | Symphonie no 4 en mi mineur | 1885      |
| 99        | Musique de chambre | Sonate pour piano et violoncelle no 2 | 1886      |
| 100       | Musique de chambre | Sonate pour violon et piano no 2 | 1886      |
| 101       | Musique de chambre | Trio pour piano, violon et violoncelle n°3 | 1886      |
| 102       | Concerto           | Double concerto pour violon, violoncelle et orchestre | 1887      |
| 103       | Œuvre vocale       | Huit chants tziganes pour voix seule, avec accompagnement de piano 1. He, Zigeuner, greife in die Saiten ein! 2. Hochgetürmte Rimaflut, wie bist du trüb 3. Wißt ihr, wann mein Kindchen am allerschönsten ist? 4. Lieber Gott, du weißt, wie oft bereut ich hab’ 5. Brauner Bursche führt zum Tanze 6. Röslein dreie in der Reihe blühn so rot 7. Kommt dir manchmal in den Sinn 8. Horch, der Wind klagt in den Zweigen traurig sacht 9. Weit und breit schaut niemand mich an 10. Mond verhüllt sein Angesicht 11. Rote Abendwolken ziehn am Firmament | 1887      |
| 104       | Œuvre vocale       | Cinq chants pour chœur mixte 1. Nachtwache I 2. Nachtwache II 3. Letztes Glück 4. Verlorne Jugend 5. Im Herbst | 1888      |
| 105       | Œuvre vocale       | Cinq lieder avec accompagnement de piano 1. Wie Melodien zieht es mir 2. Immer leiser wird mein Schlummer 3. Klage 4. Auf dem Kirchhofe 5. Verrat | 1886      |
| 106       | Œuvre vocale       | Cinq lieder avec accompagnement de piano 1. Ständchen 2. Auf dem See 3. Es hing der Reif 4. Mein Lieder 5. Ein Wanderer | 1886      |
| 107       | Œuvre vocale       | Cinq lieder avec accompagnement de piano 1. An die Stolze 2. Salamander 3. Das Mädchen spricht 4. Maienkätzchen 5. Mädchenlied | 1886      |
| 108       | Musique de chambre | Sonate pour violon et piano no 3 | 1887      |
| 109       | Œuvre vocale       | Fest und Gedenksprüche à 8 voix a cappella 1. Unsere Väter hofften auf dich 2. Wenn ein starker Gewappneter 3. Wo ist ein so herrlich Volk | 1888      |
| 110       | Œuvre vocale       | Trois motets à 4 et 8 parties 1. Ich aber bin elend, und mir ist wehe 2. Ach, arme Welt, du trügst mich 3. Wenn wir in höchsten Nöten sein | 1889      |
| 111       | Musique de chambre | Quintette à cordes no 2 | 1890      |
| 112       | Œuvre vocale       | Six quatuors pour soprano, contralto, ténor et basse 1. Sehnsucht 2. Nächtens 3. Himmel strahlt so helle 4. Rote Rosenknospen künden 5. Brennessel steht an Weges Rand 6. Liebe Schwalbe, kleine Schwalbe | 1891      |
| 113       | Œuvre vocale       | Treize canons pour voix de femmes a cappella | 1891      |
| 114       | Musique de chambre | Trio pour clarinette, violoncelle et piano | 1891      |
| 115       | Musique de chambre | Quintette pour clarinette et cordes | 1891      |
| 116       | Œuvre pour piano   | Sept Fantaisies | 1892      |
| 117       | Œuvre pour piano   | Trois Intermezzi | 1892      |
| 118       | Œuvre pour piano   | Six pièces pour piano (Klavierstücke) | 1893      |
| 119       | Œuvre pour piano   | Quatre pièces pour piano (Klavierstücke) | 1893      |
| 120       | Musique de chambre | Deux sonates pour clarinette ou alto et piano | 1894      |
| 121       | Œuvre vocale       | Vier ernste Gesänge (Quatre chants sérieux) | 1896      |
| 122       | Orgue              | 11 préludes de choral 1. Mein Jesu, der du mich 2. Herzliebster Jesu, was hast du verbrochen 3. O Welt, ich muss dich lassen (première version) 4. Herzlich tut mich erfreuen 5. Schmücke dich, o Liebe Seele 6. O wie selig seid ihr doch, ihr Frommen 7. O Gott, du frommer Gott 8. Es ist ein Ros' entsprungen 9. Herzlich tut mich verlangen (première version) 10. Herzlich tut mich verlangen (deuxième version) 11. O Welt, ich muss dich lassen (deuxième version) | 1896      |
| 151       | Œuvre pour piano   | Souvenirs de la Russie (édité sous le nom de G.B. Marx, attribué à Brahms) | 1852?     |
| sans opus | Œuvre vocale       | Clair de lune (Mondnacht), 1 voix | 1872      |
| sans opus | Œuvre vocale       | Quatorze chants populaires d'enfants, dédiés aux enfants de Robert et Clara Schumann | 1858      |
| sans opus | Œuvre vocale       | Quarante-neuf chants populaires allemands | 1854-1858 |
| sans opus | Œuvre vocale       | Vingt-huit chants populaires allemands | 1858      |
| sans opus | Œuvre pour piano   | 21 Danses hongroises à 4 mains | 1869-1880 |
| sans opus | Œuvre vocale       | Spuch, canon pour voix et alto | 1856-1858 |
| sans opus | Œuvre vocale       | Rätselkanons (Canons énigmatiques), chœur mixtes, a cappella |           |